# Eriopyga spurcilinea
Eriopyga spurcilinea är en fjärilsart som beskrevs av Walker 1867. Eriopyga spurcilinea ingår i släktet Eriopyga och familjen nattflyn. Inga underarter finns listade i Catalogue of Life.